# Parki we Wrocławiu
Parki we Wrocławiu – parki utworzone w obrębie granic administracyjnych miasta Wrocławia. Stanowią one bardzo istotny składnik zieleni miejskiej we Wrocławiu. Są drugim po wrocławskich lasach skupiskiem drzewostanu w mieście. Mają oprócz swej funkcji społecznej: wypoczynek, rekreacja, turystyka, edukacja; także w wielu przypadkach istotną wartość w zakresie przyrody i ekologii, jako określone środowisko przyrodnicze tworzące z innymi, przyległymi obszarami zieleni (takimi jak np. lasy, ogrody działkowe, wody powierzchniowe i tereny przybrzeżne, oraz inne obszary), większe ekosystemy. 
We Wrocławiu znajduje się około 44 parków o łącznej powierzchni według różnych źródeł od około 530 ha do 781 ha.
| dzielnica    | ludność | powierzchnia [ha] | powierzchnia parków [ha] |
| ------------ | ------- | ----------------- | ------------------------ |
| Stare Miasto | 59 197  | 680               | 14,38                    |
| Śródmieście  | 129 871 | 1 600             | 134,03                   |
| Krzyki       | 166 230 | 5 430             | 118,00                   |
| Fabryczna    | 194 794 | 11 890            | 165,16                   |
| Psie Pole    | 88 367  | 9 770             | 11,77                    |

Podczas działań wojennych, szczególnie obrony Twierdzy Wrocław (Festung Breslau) pod koniec II wojny światowej, Wrocław uległ bardzo znacznym zniszczeniom (np. szacuje się zniszczenie zabudowy na około 70%, dla zabudowy śródmiejskiej w zależności od rejonu, od 60% do 100%), którym również uległy częściowo wrocławskie parki. Również szereg zaniedbań w odbudowie i prawidłowym utrzymaniu parków w latach powojennych, lub odbudowa niektórych z parków wbrew przedwojennym koncepcjom, było przyczyną degradacji części z nich. W ostatnich latach przełomu XX i początku XXI wieku tworzono nowe obszary parkowe (np. Park Tysiąclecia), ale i odrestaurowano kilka cennych architektonicznie i kulturowo obszarów nawiązując także do rozwiązań wcześniejszych (np. Park Leśnicki, Park Południowy, Park Brochowski).
Nazwy wrocławskich parków, zgodnie z kompetencjami, nadane zostały przez Radę Miejską Wrocławia, stosownymi uchwałami. Podstawowym aktem prawnym w tym zakresie jest uchwała Rady Miejskiej Wrocławia nr LXXI/454/93 z dnia 9 października 1993 roku w sprawie nazw parków i terenów leśnych istniejących we Wrocławiu. Definiuje ona w paragrafie 1 nazwy dla 24 parków (oraz nazwy dla innych obszarów zielonych; znosi także nazwę dla jednego z parków). Niektóre z tych nazw były następnie zmieniane kolejnymi uchwałami, np. zmiana nazwy Parku Nowowiejskiego na Park Stanisława Tołpy. Utrzymaniem parków zajmuje się Zarząd Zieleni Miejskiej Urzędu Miejskiego Wrocławia.
Na rok 2007 ochronie konserwatorskiej podlegało 8 parków (w roku 2003 było to 7 parków): Park Szczytnicki, Park Brochowski, Park Leśnicki, Park Grabiszyński, Park Południowy, Park Juliusza Słowackiego, Promenada Staromiejska, Mała Sobótka. Parki te zajmowały 201,04 ha (w 2003 roku – 183,04 ha; bez Promenady Staromiejskiej).
| park                              | osiedle                             | powierzchnia (ha) | podstawa prawna (nazwa)           | fotografia |
| --------------------------------- | ----------------------------------- | ----------------- | --------------------------------- | ---------- |
| Park Szczytnicki                  | Szczytniki, Dąbie, Zalesie          | 87,31             | § 1 pkt 1 uchwały nr LXXI/454/93  |            |
| Park Wschodni                     | Wilczy Kąt, Księże Małe             | 30,00             | § 1 pkt 4 uchwały nr LXXI/454/93  |            |
| Park Grabiszyński                 | Grabiszyn, Grabiszynek              | 48,00             | § 1 pkt 12 uchwały nr LXXI/454/93 |            |
| Park Popowicki                    | Popowice                            | 16,50             | § 1 pkt 23 uchwały nr LXXI/454/93 |            |
| Park Strachowicki                 | Strachowice                         | 19,00             | § 1 pkt 19 uchwały nr LXXI/454/93 |            |
| Park Południowy                   | Borek                               | 25,00             | § 1 pkt 2 uchwały nr LXXI/454/93  |            |
| Park Brochowski                   | Brochów                             | 8,00              | § 1 pkt 9 uchwały nr LXXI/454/93  |            |
| Park Leśnicki                     | Leśnica                             | 21,00             | § 1 pkt 14 uchwały nr LXXI/454/93 |            |
| Park Złotnicki                    | Złotniki                            | 20,00             | § 1 pkt 15 uchwały nr LXXI/454/93 |            |
| Park Zachodni                     | Gądów Mały, Kozanów, Popowice       | 75,00             | § 1 pkt 3 uchwały nr LXXI/454/93  |            |
| Park Stanisława Tołpy             | Ołbin                               | 8,96              | § 1 uchwały nr XL/2481/05         |            |
| Park Świętej Edyty Stein          | Ołbin                               | 2,8               | § 1 uchwały nr VII/98/11          |            |
| Park Stanisława Staszica          | Nadodrze                            | 5,50              | § 1 pkt 6 uchwały nr LXXI/454/93  |            |
| Park Mikołaja Kopernika           | Stare Miasto                        | 2,75              | § 1 pkt 7 uchwały nr LXXI/454/93  |            |
| Park Kleciński                    | Klecina                             | 9,00              | § 1 pkt 10 uchwały nr LXXI/454/93 |            |
| Park Skowroni                     | Borek                               | 25,00             | § 1 pkt 11 uchwały nr LXXI/454/93 |            |
| Park Stabłowicki                  | Stabłowice                          |                   | § 1 pkt 13 uchwały nr LXXI/454/93 |            |
| Park Juliusza Słowackiego         | Stare Miasto                        |                   | § 1 pkt 16 uchwały nr LXXI/454/93 |            |
| Park Jana Kasprowicza             | Karłowice                           | 4,00              | § 1 pkt 17 uchwały nr LXXI/454/93 |            |
| Park Marii Dąbrowskiej            | Karłowice                           | 8,00              | § 1 pkt 18 uchwały nr LXXI/454/93 |            |
| Park na Niskich Łąkach            | Rakowiec                            |                   | § 1 pkt 20 uchwały nr LXXI/454/93 |            |
| Park Generała Władysława Andersa  | Huby                                | 6,00              | § 1 pkt 21 uchwały nr LXXI/454/93 |            |
| Park Dąbski                       | Dąbie                               |                   | § 1 pkt 22 uchwały nr LXXI/454/93 |            |
| Park Biskupiński                  | Biskupin                            | 10,00             | § 1 pkt 24 uchwały nr LXXI/454/93 |            |
| Park Bieńkowicki                  | Bieńkowice                          |                   | § 1 pkt 25 uchwały nr LXXI/454/93 |            |
| Park generała Mariana Langiewicza | Gajowice                            |                   |                                   |            |
| Park Lesława Węgrzynowskiego      | Przedmieście Świdnickie             |                   |                                   |            |
| Park Tysiąclecia                  | Nowy Dwór, Muchobór Wielki, Żerniki | 90,00             |                                   |            |
| Park Pilczycki                    | Pilczyce                            |                   |                                   |            |
| Park Tarnogajski                  | Tarnogaj                            | 5,5               |                                   |            |
| Park Czarna Woda                  | Swojczyce                           |                   |                                   |            |
| Park przy ul. Chopina             | Zalesie (Wrocław)                   |                   |                                   |            |
| Park Mamuta                       | Oporów                              | 7                 |                                   |            |